# Термоелектронска емисија
Термоелектронска емисија (термоелектрична, термојонска емисија) је појава избацивања електрона са површине загрејаног метала. До ње долази ако је енергија пренесена на електрон загревањем метала већа од привлачних сила које га везују са металом. 
Носиоци наелектрисања могу бити електрони или јони, па се у литератури назива још и термојонска (термоионска) емисија. Термоелектронска емисија се понекад још назива и Едисонов ефекат.
Пример термоелектронске емисије је емисија електрона са катоде у електронским цевима. Електрони који су отишли са површине се стално надомјештају новима из извора електричне енергије, и сталан ток електрона је омогућен. 
Температура потребна за значајнију емисију варира од материјала (радна функција), присуства нечистоћа, јачине електричног поља, и од других услова.

## Ричардсонов закон
Године 1901. научник Овен Ричардсон је експериментима дошао до приближне формуле за прорачун густине струје електрона емитоване са површине загрејаног метала. Пронађено је да је емисија пропорционална квадрату апсолутне температуре.
{\displaystyle J=A_{\mathrm {G} }T^{2}\mathrm {e} ^{-W \over kT}}
гдје је J густина струје [2], T је термодинамичка температура метала kelvin (K), W је радна функција метала, k је Болцманова константа, и A је параметар:
{\displaystyle A_{\mathrm {G} }=\;\lambda _{\mathrm {R} }A_{0}}
гдје је λ посебан фактор, специфичан о материјалу, који је приближно 0.5, и A0 је универзална константа дата са: 
{\displaystyle A_{0}={4\pi mk^{2}e \over h^{3}}=1.20173\times 10^{6}\,\mathrm {A\,m^{-2}\,K^{-2}} }
гдје су m и − маса и наелектрисање електрона, а h је Планкова константа.

## Чајлд-Лангмуир закон или Триполовински закон
Овај закон се односи на јачину струје (просторно наелектрисање) у идеализованој вакуумској диоди са паралелним плочама. Познат је и као „Триполовински закон“, због експонента у формули. Прилично тачно одређује параметре електронских цијеви чак и са узетим поједностављењима. 
Закон указује на то да је струја у вакуумској диоди приближно пропорционална напону аноде са експонентом 3/2.
{\displaystyle I_{a}=JS=2.33\times 10^{-6}{\frac {S{V_{a}}^{3/2}}{d^{2}}}}.
Гдје је {\displaystyle V_{a}} анодни напон, {\displaystyle I_{a}} је анодна струја, {\displaystyle J} густина струје, и {\displaystyle S} површина електроде. 
Ово је претпостављено:
1. Електроде су планарне, паралелне, еквипотенцијалне површине бесконачних димензија.
2. Електрони имају брзину једнаку нули при изласку из катоде.
3. У међуелектродном простору се налазе само електрони.
4. Струја је ограничена просторним наелектрисањем.
5. Анодни напон је константан.